# Троекуровы
Троеку́ровы — княжеский род, Рюриковичи, из числа князей Ярославских, владевший вотчинами между Ярославлем и Костромой, в окрестностях села Бурмакино.
Род внесён в Бархатную книгу. При подаче документов (26 февраля 1682) для внесения рода в Бархатную книгу, была предоставлена родословная роспись князей Троекуровых.

## Происхождение и история рода
Потомок Рюрика в XX колене князь Михаил Львович, по прозвищу Троекур, был родоначальником князей Троекуровых. Старший сын его, князь Иван Михайлович Троекуров († 1564), был боярином, так же как и один из внуков — князь Фёдор Михайлович († 1597); сын последнего, князь Иван († 1621), внук, князь Борис Иванович († 1674), и правнук, князь Иван Борисович, начальник Стрелецкого приказа (с 1689), также были боярами. Иван Фёдорович женат был на сестре патриарха Филарета, Анне Никитичне, а князь Иван Борисович женат на Анастасии Фёдоровне Лопухиной, сестре царицы Евдокии Федоровны, отсюда близкое родство с царской фамилией.
Сын князя Ивана Борисовича — князь Фёдор, стольник и спальник царя Петра, пользовавшийся особым его расположением, убит под Азовом в 1695 г. Царь лично приезжал на его похороны в Ярославский Спасский монастырь. В соборе сохранилась могильная плита Троекурова.
Род князей Троекуровых пресёкся (1740), в связи со смертью князя Алексея Ивановича. Их фамилия осталась в названиях некоторых принадлежавших им сёл и кладбища.
В письме от мая 1916 г. Б. Штюрмер сообщил гофмейстеру Владимиру Борисовичу Лыщинскому (Łyszczyński) о том, что ему высочайше разрешено именоваться Лыщинским-Троекуровым с приобретением княжеского титула. Однако соответствующего указа императором издано не было.

## Описание герба
Герб князей Троекуровых: в серебряном поле стоящий чёрный медведь с золотой секирой на плече. Щит покрыт княжеской мантией и российской княжеской шапкой (герб княжества Ярославского).

## Известные представители
| №                                                | Имя, Отчество                         | № отца | Примечания |
| ------------------------------------------------ | ------------------------------------- | ------ | --- |
| Поколенная роспись по М. Г. Спиридову            |                                       |        | |
| 1                                                | Лев Романович по прозванию "Троекур"  |        | Родоначальник, показан в числе воевод в войсках великого московского князя Дмитрия Ивановича Донского (1380-1381), а также против войск хана Мамая в Куликовской битве.                                                             |
| 2                                                | Пётр Львович                          | 1      | |
| 3                                                | Михаил Львович                        | 1      | |
| 4                                                | Семён Петрович                        | 2      | Новгородский помещик |
| 5                                                | Иван Семёнович                        | 4      | |
| Поколенная роспись по А. Б. Лобанову-Ростовскому |                                       |        | |
| 1                                                | Михаил Львович по прозванию "Троекур" |        | Родоначальник, № 3 по М. Г. Спиридову. |
| 2                                                | Иван Михайлович                       | 1      | Боярин |
| 3                                                | Василий Михайлович                    | 1      | Не путать с № 7, бездетный, годовал в Полоцком остроге (1499). |
| 4                                                | Семён Михайлович                      | 4      | По прозванию "Агиш-Тюменский", московский дворянин (1551), родоначальник угасших князей Троекуровы-Тюменские (Не путать с княжеским родом Тюменские, северокавказского происхождения и смешанного с князьями Троекуровы-Тюменские). |
| 5                                                | Михаил Михайлович                     | 1      | Князья № 5 Семён и № 6 Михаил Михайловичи близнецы. |
| 6                                                | Фёдор Иванович                        | 2      | Воевода Большого полка (1563), упоминается в синодике опальных, женат на княжне N Михайловне Глинской. |
| 7                                                | Василий Михайлович                    | 5      | Бездетный |
| 8                                                | Фёдор Михайлович                      | 5      | Боярин |
|                                                  | Домна Михайловна                      |        | Жена Шереметьева Ивана Васильевича, умерла 10 марта 1583 года, погребена в Новодевичьем монастыре. |
| 9                                                | Иван Фёдорович                        | 6      | Бездетный, не путать с № 11. |
| 10                                               | Роман Фёдорович                       | 8      | Воевода в Тобольске (1606—1607). |
| 11                                               | Иван Фёдорович                        | 8      | Боярин, женат первым браком на Анне Никитичне Романовой-Юрьевой, сестре патриарха Филарета. |
| 12                                               | Борис Иванович                        | 11     | Стольник (1636—1640), воевода в Казани (1651—1653), окольничий (1658—1668), боярин (1673), умер (1674). |
|                                                  | Марина Ивановна                       | 11     | Жена Головина Алексея Ивановича. |
|                                                  | Анастасия Ивановна                    | 11     | Жена Стрешнева Ивана Фёдоровича Большого. |
| 13                                               | Иван Борисович                        | 12     | Окольничий и боярин. |
| 14                                               | Дмитрий Борисович                     | 12     | Бездетный. |
| 15                                               | Фёдор Иванович                        | 13     | Комнатный стольник царя Петра Алексеевича (1676—1692), участвовал в государевом походе в Архангельск (1693) и Азов (1695). Смертельно ранен под Азовом.                                                                             |
| 16                                               | Иван Иванович                         | 13     | Комнатный стольник царя Петра Алексеевича (1676—1692). Капитан. В 1702 году погиб при штурме Нотебурга. |
|                                                  | Анастасия Ивановна                    | 13     | Жена князя Лобанова-Ростовского. |
|                                                  | Прасковья Фёдоровна (1696-1746)       | 15     | Жена генерал-майора, князя Долгорукова Сергея Михайловича. |
| 17                                               | Алексей Иванович (1693-1740)          | 16     | Последний князь Троекуров, женат на Екатерине Григорьевне Теприцкой. |
|                                                  | Прасковья Ивановна                    | 16     | Жена графа Толстого Ивана Петровича (ум. 1728), сосланного с лишением чинов и графского титула, умерла в 1748 году. |
|                                                  | Екатерина Алексеевна                  | 17     | Жена генерал-майора, графа Салтыкова Владимира Семёновича. |
| Княжеский род Троекуровых угас                   |                                       |        | |
|                                                  |                                       |        | |
| Княжеский род Троекуровы-Тюменские               |                                       |        | |
| 1                                                | Семён Михайлович                      | 4      | Родоначальник князей Троекуровы-Тюменские, московский дворянин (1551). |
| 2                                                | Роман Семёнович                       | 1      | Воевода |
| 3                                                | Василий Семёнович                     | 1      | Воевода |
| Княжеский род Троекуровы-Тюменские угас          |                                       |        | |